# Церква Успіння Пречистої Діви Марії (Головчинці)
Церква Успіння Пречистої Діви Марії в Головчинцях — парафія і храм Товстенського деканату Бучацької єпархії Української греко-католицької церкви в селі Головчинці Чортківського району Тернопільської области.
Церква та дзвіниця оголошені пам'ятками архітектури місцевого значення (охоронні номери 481/1, 481/2).

## Відомості
Парафія утворена у 1876 році, коли будівничий п. Заблотський збудував церкву за кошти парафіян сіл Головчинці та Королівка.
У 1898 році Михайло Лясикович виконав розпис, а в 1913 році внутрішній інтер'єр було реставровано.
Митрополит Андрей Шептицький освятив храм у 1902 році, а в 1925 році його перекрили бляхою.
До 1946 року парафія і храм належали до УГКЦ. Того ж року вони перейшли до РПЦ під тиском державної влади.
У 1991 році парафія і храм повернулися в лоно УГКЦ.
Села Головчинці, Королівка, Ангелівка, Рожанівка утворювали одну парафію, осередок якої був у містечку Тлусте. Головчинці та Королівка мали лише дочірню церкву, а згодом парафія Головчинців втратила самостійність на користь парафії м. Тлусте.
У 1992 році парафію з візитацією відвідав єпископ Павло Василик.
З 2002 року при парафії діють:
- Братство «Матері Божої Неустанної Помочі».
- Спільнота «Апостольство молитви».
- Марійська дружина.

На території села є насипана могила та хрест, споруджені у 1932 році на честь скасування панщини, а також чотири каплички на честь Богородиці. У власності парафії є проборство.

## Парохи
- о. Іван Левицький (1873—1875),
- о. Григорій Третяк (1875—1878),
- о. Іларіон Шушковський (1878),
- о. Михайло Тиндюк (1878—1879),
- о. Стефаи Чолган (1879—1886),
- о. Іван Кочержук (1886—1888),
- о. Олексій Волинський (1888—1889),
- о. Кирило Дольницький (1889—1890),
- о. Теодор Матейко (1890—1892),
- о. Антон Навольський (до 1946),
- о. Йосип Смішко,
- о. Степан Війтишин,
- о. Петро Стефанишин (з серпня 2002).